# Kasseburg
Kasseburg là một đô thị thuộc huyện Lauenburg, trong bang Schleswig-Holstein, nước Đức. Đô thị Kasseburg có diện tích 7,89 km², dân số thời điểm 31 tháng 12 năm 2006 là 535 người.